# Pietà l'è morta
Pietà l'è morta è uno dei più celebri canti della Resistenza italiana.

## Genesi
Il brano riprende un'aria della tradizione militare italiana che fu utilizzata dagli alpini nella prima guerra mondiale e successivamente in Russia e in Albania. La melodia di Pietà l'è morta è infatti quella di Sul ponte di Perati, un canto della Brigata alpina "Julia" impegnata sul fiume Vojussa, al confine greco-albanese, per la campagna italiana di Grecia del 1940-'41.
Il testo fu composto dal partigiano Nuto Revelli nella primavera del 1944 presso il Vallone dell'Arma a Demonte.

## Esecuzioni
Pietà l'è morta è stata interpretata dai Modena City Ramblers in collaborazione con Ginevra Di Marco: la canzone fa parte dell'album Appunti partigiani del 2005. Quarant'anni prima I Gufi avevano eseguito il brano, inserendolo nell'album I Gufi cantano due secoli di Resistenza. Anche il Coro delle Mondine di Novi ha inserito Pietà l'è morta nel proprio album Se vedeste i mundaris.